# Lattorff

Wappen derer von Lattorff

Lattorff (auch: Lattdorf, Latdorf, Latorf, Lattorp, Lathdorpp, Lathdorp, Latorp, Latendorf) ist der Name eines alten anhaltischen Adelsgeschlechts, dessen Stammhaus der Ort Latdorf im Amt Bernburg ist.

## Geschichte
Urkundlich zuerst erwähnt wird Conradus de Lattorf, der im Jahr 1182 als Zeuge für eine Grundstücksübertragung in Nienburg auftritt. Eine Stammreihe beginnt mit Kuno von Lattorf (erwähnt 1378; 1396), die sichere Stammreihe erst mit dem fürstlich-anhaltischen Rat Claus von Lattorf (urkundlich 1426–1439).
Das Geschlecht erhielt 1499 als Lehen „den Adilhof“ (= Adelshof) und das Dorf Klecken (Klieken) mit dem Dorf Steinbecke und aller iren Ein- und Zubehorungen. Um die Wende zum 16. Jahrhundert standen die von Lattorff im Zenit ihrer Macht. Sie stellten zwei Komture des Deutschen Ordens. Hans von Lattorff war in Buro 42 Jahre bis zu seinem Tode 1571 Komtur. Ihm folgte Ernst von Lattorff, der einen etwas unrühmlichen Abgang als Komtur hatte, weil er heiratete. Sieben Linien machten damals das Geschlecht derer von Lattorff aus, nämlich in Klieken, Eickendorf (Eichendorff), Dornburg, Quast (belehnt 1475), Großen-Salza, Grochewitz (Grochwitz) und Poplitz. Durch Belehnung und Ankauf erbfreier Güter erlangten die Lattorffs im 16. Jahrhundert reichen Grundbesitz. Mitte des 19. Jahrhunderts gehörte der Familie das Gut Malterhausen bei Jüterbog.
Im 16. Jahrhundert erloschen sechs Linien schnell nacheinander. Im Jahre 1561 waren es noch vier und 1587 noch drei Linien. Heute bestehen noch zwei Linien: Kliecken-Oberhof und Kliecken-Unterhof. Sie gehen auf die Teilung der Besitzungen in Klieken zwischen Siegmund († 1618 oder 1619) und Matthias von Lattorff († 1659) zurück.

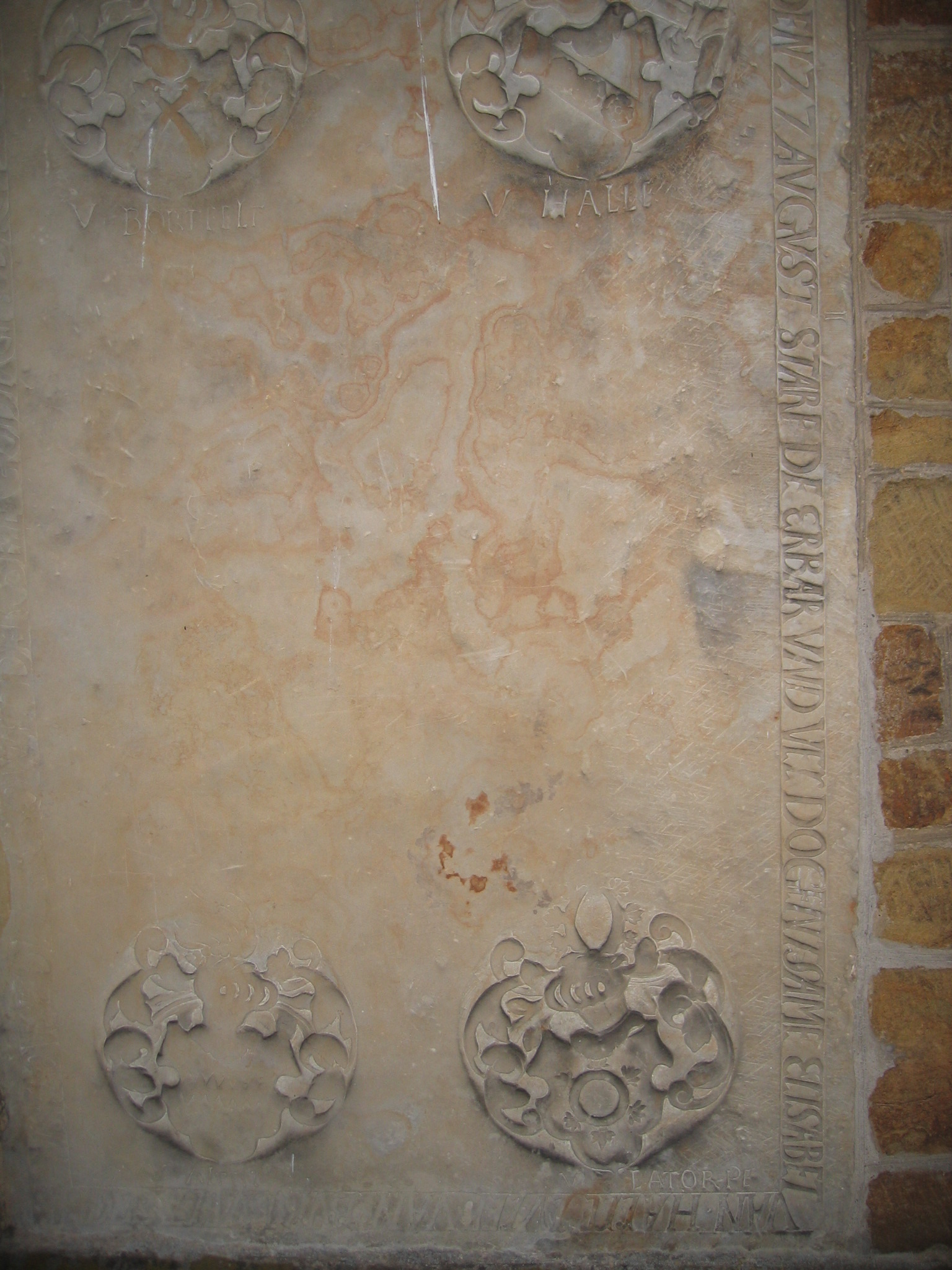
Epitaph der Elisabeth von Halle 1566, Bad Holzhausen. Wappen v. Latorpp unten rechts

## Wappen
Das Wappen zeigt in Silber einen mit abwechselnd roten und goldenen Büscheln von je drei Weizenähren besteckten Kranz, der sechsmal von Rot und Gold umwunden ist. Auf dem Helm mit rot-silbernen Decken der Kranz wie im Schild (oder nur die Längshälften des Kranzes).

## Namensträger
Bedeutende Namensträger der Familie sind:
- Rudolf Friedrich von Lattorff (1669–1708), preußischer Generalmajor
- Christoph Friedrich von Lattorf (1696–1762), preußischer Generalleutnant
- Philipp Friedrich Lebrecht von Lattorff (1733–1808), preußischer Generalmajor
- Carl Matthias August Wilhelm von Lattorf (1794–1870), deutscher Rittergutsbesitzer
- Joachim von Lattorff, Landrat in Bergen auf Rügen (1896–1903)
- Johann Siegismund von Lattorff (1699–1761), preußischer Generalmajor
- Edmund von Lattorff (1823–1900), deutscher Verwaltungsbeamter und Parlamentarier
- Camilla von Lattorff (* 2005), liechtensteinische Fußballspielerin